# Gilad Shalit
Gilad Shalit ou Guilad Schalit (hébreu : גלעד שליט), né le 28 août 1986 à Nahariya, en Israël, est un soldat de l’armée israélienne et citoyen franco-israélien. Le 25 juin 2006, il est capturé par un commando de Palestiniens à Kerem Shalom. Sa capture est revendiquée par les Brigades Izz al-Din al-Qassam, les Comités de résistance populaire (CRP) et un groupe inconnu se faisant appeler l’« Armée de l’islam », annonçant leur intention d’échanger Gilad Shalit contre des prisonniers palestiniens détenus en Israël. Le Premier ministre israélien Ehud Olmert refuse toute négociation et lance, le 28 juin 2006, l’opération Pluies d'été, qui ne permettra pas la libération du prisonnier. Puis, avec l’aide des Égyptiens et d’un médiateur allemand, des négociations s’ouvrent. Le Hamas propose alors d’échanger Gilad Shalit contre près de 1 000 prisonniers palestiniens. Les Israéliens refusent initialement de libérer les détenus « avec du sang sur les mains » mais ils acceptent en décembre 2009 à condition qu’ils soient interdits de séjour en Cisjordanie. La proposition est rejetée par le Hamas.
Selon le Hamas, qui a refusé de laisser le Comité international de la Croix-Rouge le voir, Gilad Shalid aurait été détenu à Gaza, aucune preuve de vie n'étant fournie entre le 14 septembre 2009 et sa libération. Le 11 octobre 2011, le gouvernement israélien de Benyamin Netanyahou approuve une proposition sérieuse de libération. Il est libéré le 18 octobre 2011.

## Biographie

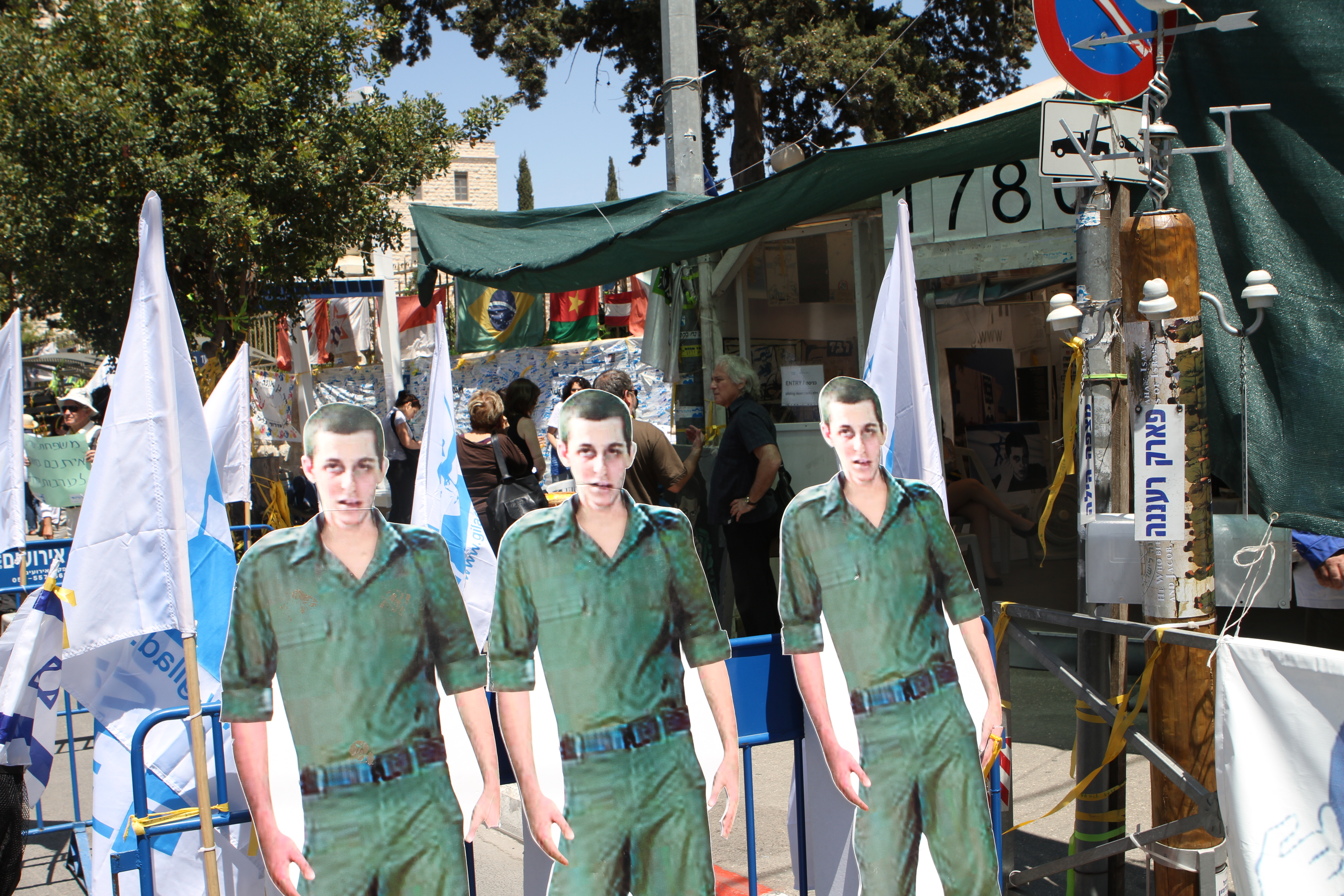
La tente de Noam et Aviva Shalit à Jérusalem.

Gilad Shalit naît à Nahariya, où il vit jusqu’à l’âge de deux ans. Il déménage alors avec ses parents à Mitzpe Hila en Galilée occidentale. Il obtient son diplôme avec mention à Kabri Manor High School. À 19 ans, Gilad commence alors son service militaire dans les Forces de défense israéliennes et ce, « malgré un faible profil médical ». Il obtient le grade de caporal tankiste au sein de l’armée israélienne et sera promu sergent pendant sa captivité.

## Capture
Le dimanche 25 juin 2006, il est capturé par des combattants palestiniens qui attaquent un poste armé à la frontière sud d’Israël via un tunnel près de Kerem Shalom, au sud de la bande de Gaza.
Les combattants palestiniens lancent une grenade dans un tank Merkava de l’armée israélienne, deux soldats sont tués, et Gilad Shalit, qui s'était endormi selon ses déclarations aux autorités militaires, sort blessé et est fait prisonnier. Deux autres soldats israéliens ont été blessés, et deux combattants palestiniens sont tués par les soldats israéliens durant l’attaque. Mohammed Abdel Al, un porte-parole des Comité de résistance populaire, a révélé que l’attaque de ce lieu était planifiée depuis deux mois. L’armée israélienne estime pour sa part qu’il avait fallu entre 3 et 6 mois pour creuser le tunnel.
L’attaque est revendiquée conjointement par les Brigades Ezzedine Al-Qassam (branche armée du Hamas), le Comité de résistance populaire et l’Armée de l’islam, un groupe créé fin 2005 et se réclamant du courant d’Al-Qaïda, ce qui conduit depuis le Hamas à une certaine circonspection à son égard.
Dans un article du quotidien Haaretz daté du 29 mars 2013 et basé sur des extraits de son interrogatoire par la sécurité militaire, Gilad Shalit a été critiqué pour sa passivité devant l'attaque dont son char a été la cible. Il aurait décidé de rester dans son char, au lieu de combattre ses assaillants.

## Réaction israélienne
Les efforts des forces israéliennes et de l’Autorité palestinienne pour le localiser pendant les deux jours suivants ayant été vains, Israël lance l’opération Pluies d’été le 28 juin 2006. Celle-ci comporte bouclages, incursions, arrestations et frappes aériennes sur la bande de Gaza qui font plus de 400 morts et plus de 800 blessés. Des centaines de détenus, dont des parlementaires palestiniens et des ministres Hamas de l’Autorité palestinienne, sont ajoutés aux quelque 10 000 emprisonnés en Israël. Des dizaines de logements, bâtiments publics, routes, ponts et la principale centrale électrique du territoire sont détruits. Toutefois Gilad Shalit n’est pas retrouvé.
Le 25 mai 2011, l’ancien chef d’état-major israélien Gabi Ashkenazi reconnaît qu’Israël ne sait pas où est détenu Gilad Shalit.

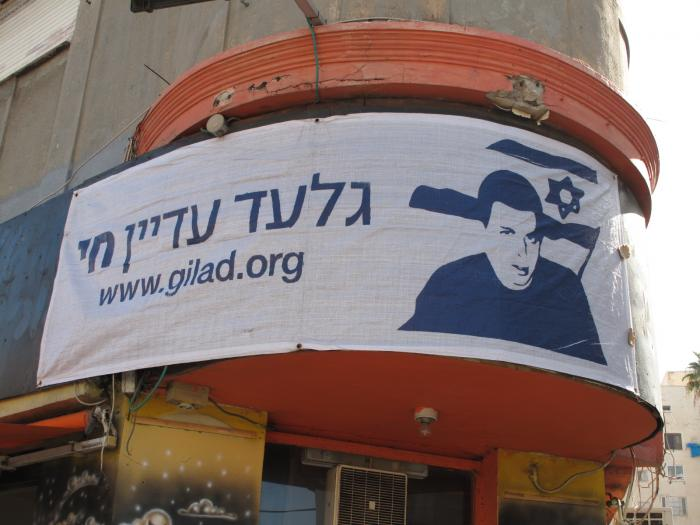
he : « Gilad est toujours vivant », affiche en Israël.

## Signes de vie
C’est un an après son enlèvement, le lundi 25 juin 2007, que le Hamas diffuse sur Internet un enregistrement audio de Gilad Shalit. Ce dernier y déclare notamment que « son état de santé ne cesse de se dégrader ». Lors de sa visite à la famille du soldat, le président israélien Moshé Katsav appelle les ravisseurs à permettre une visite de la Croix-Rouge auprès de leur prisonnier.
Le 2 octobre 2009, le Hamas échange une vidéo, datée du 14 septembre 2009, montrant Gilad Shalit, apparemment en bonne santé, contre 20 prisonnières palestiniennes retenues en Israël,,.

## Demandes du Hamas et négociations

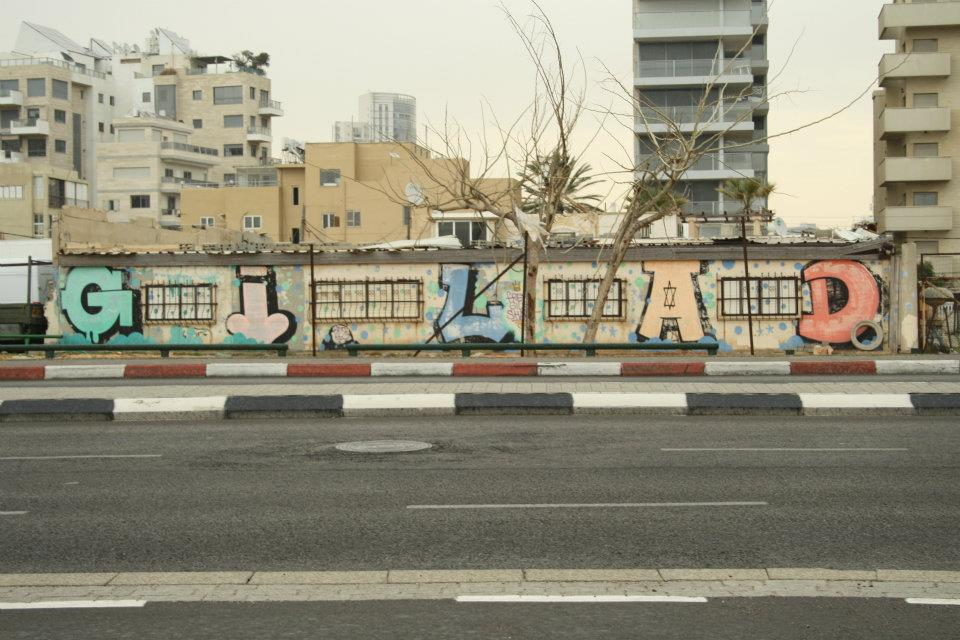
Graffiti pour Gilad Shalit, Tel Aviv.

Le 30 avril 2007, le dirigeant du Hamas, Khaled Machaal, appelle les autorités israéliennes à libérer plusieurs centaines de prisonniers palestiniens en échange du soldat Gilad Shalit, utilisé comme monnaie d’échange selon Le Monde,, Libération ou Le Point. Si Israël est disposé à cet échange, il refuse néanmoins que cette mesure soit appliquée à ceux qui auraient « du sang sur les mains », ce qui est le cas pour beaucoup d’entre eux, selon les Israéliens.
Selon Al Jazeera, à la mi-2008, un échange de prisonniers palestiniens contre Gilad Shalit aurait été empêché par le lobbying de l’Autorité palestinienne, qui ne voulait pas laisser la part belle au Hamas.
En juin 2009, après la guerre de Gaza, le Hamas demande la libération d’environ 980 prisonniers palestiniens dans les prisons israéliennes. Le Hamas refusant tout changement dans cette liste, la négociation échoue encore. En 2009, des négociations sont menées en Égypte entre les Israéliens et le Hamas sous l’égide d’un médiateur allemand. Le projet d’accord débattu le 21 décembre prévoit contre la libération de Gilad Shalit, celle d’un millier de prisonniers palestiniens, certains ayant participé à des attentats meurtriers en Israël. Ce projet divise fortement le cabinet israélien et l’opinion du pays, d’autant qu’un accord renforcerait encore le Hamas vis-à-vis de l’Autorité palestinienne de Mahmoud Abbas,,. Israël demande alors que 100 à 130 prisonniers qui sont responsables de la mort d’Israéliens soient expulsés vers la bande de Gaza ou en tout cas interdits de séjour en Cisjordanie. Le 30 décembre 2009, le Hamas rejette cette offre.

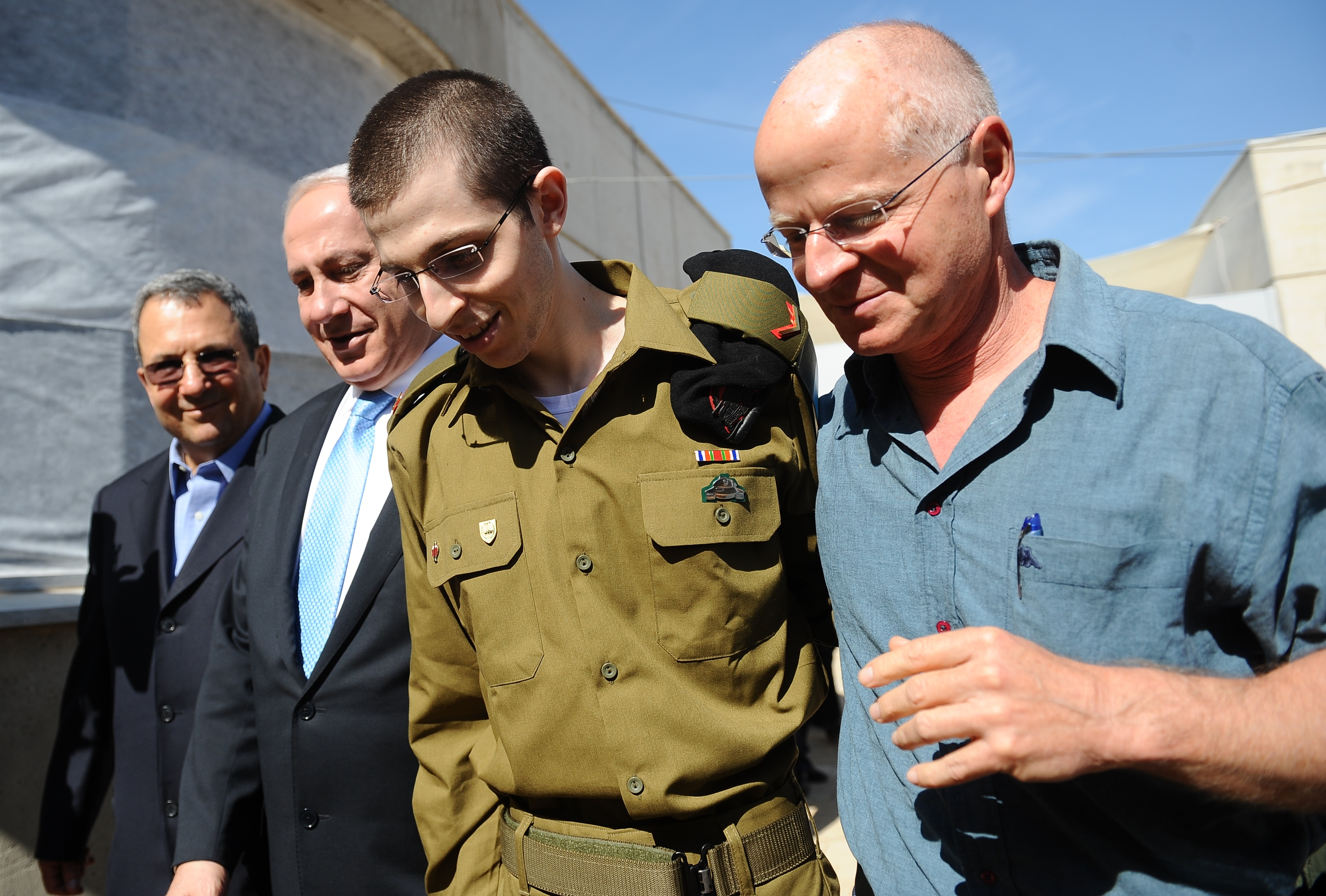
Gilad Shalit à sa libération, entouré de son père, de Benjamin Netanyahu et d'Ehud Barak, le 18 octobre 2011.

Le 11 octobre 2011, le cabinet israélien approuve un échange de prisonniers agréé avec le Hamas grâce à la médiation égyptienne, permettant la libération prochaine de Gilad Shalit contre celle de 1 027 prisonniers palestiniens en Israël. Trois ministres votent cependant contre cet accord, dont le ministre des Affaires étrangères Avigdor Lieberman et le vice-premier ministre Moshe Yaʿalon. Le 16 octobre, Israël publie la liste des premiers 477 prisonniers qui devraient être libérés le 18 octobre avant Gilad Shalit. Parmi eux figurent plus de 280 condamnés à perpétuité pour des crimes de sang, et notamment pour leur participation à des attentats meurtriers, ce qui déclenche un vif émoi en Israël,.
Shalit est finalement libéré le 18 octobre 2011, en même temps que 477 prisonniers palestiniens sont libérés par Israël (dont 27 femmes),. D’autres prisonniers palestiniens au nombre de 550 sont encore libérés le 18 décembre 2011.

## Réactions internationales
Depuis son accession à la présidence de la République française, Nicolas Sarkozy appelle à la libération de Gilad Shalit, qui a la double nationalité. La diplomatie française qualifie de « nécessaire » sa libération et insiste auprès de ses partenaires de la région pour l’obtenir.
Cette position suscite parfois la controverse ; les associations palestiniennes comparent la situation du caporal Shalit à celle de l’étudiant franco-palestinien Salah Hamouri arrêté en 2005 et condamné à 7 ans de prison pour avoir eu l’intention de commettre un attentat, fait qu’il a accepté de reconnaître sur les conseils de son avocat après trois ans de détention sans jugement et s’indignent de ne pas recevoir des autorités françaises le même soutien que celui exprimé à la famille Shalit. Gilad Shalit a été fait citoyen d’honneur de la Ville de Paris le 16 décembre 2008, du Raincy en novembre 2008, de Miami en mai 2009, de Rome le 1er juillet 2009 de La Nouvelle-Orléans en juin 2009, de Baltimore en juin 2011 et de Pittsburgh en août 2011. En mai 2009, le pape Benoît XVI rencontre les parents de Gilad Shalit, lors d’une visite officielle en Israël.
Le 21 juin 2010, plusieurs milliers de personnes manifestent à Paris, au Trocadéro, en faveur de la libération de Gilad Shalit sur le parvis des droits de l’homme. Le 21 juillet 2010, lors d’une séance du Conseil de sécurité des Nations unies, M. Lynn-Pascoe, secrétaire général adjoint des Nations unies aux affaires politiques, « soulignant que le soldat Gilad Shalit en est à sa cinquième année de captivité, a demandé sa libération immédiate et jugé inacceptable l’absence d’accès humanitaire à ce soldat israélien. Notant que 9 000 Palestiniens sont détenus dans les prisons israéliennes, il a demandé que des mesures soient prises pour assurer leur libération et de parvenir à un accord sur un échange de prisonniers ». La représentante des États-Unis a aussi demandé la libération de Gilad Shalit.
Le jour suivant, le 22 juillet 2010, le père de Gilad Shalit est reçu par le Premier ministre grec Georges Papandréou qui déclare vouloir « aider à apporter la paix dans la région ». Le 27 juillet 2010, sur Europe 1, après l’assassinat de Michel Germaneau, le Premier ministre, François Fillon, rappelle que la France a « quatre Français encore détenus » en incorporant à la liste le Franco-israélien Gilad Shalit. Le 29 août 2010, le président de la République française, Nicolas Sarkozy, apporte son soutien à une manifestation organisée à Jérusalem en faveur de Gilad Shalit en faisant lire une déclaration par un membre de l’ambassade de France : « Gilad n’est pas un prisonnier de guerre, car les prisonniers de guerre ont des droits. Celui de recevoir la visite d’organisations humanitaires, celui d’échanger du courrier avec leurs proches. Gilad n’a pas ces droits car Gilad - disons les choses - est un otage. »
Le 20 janvier 2011, la ministre française des Affaires étrangères Michèle Alliot-Marie rend visite au père de Gilad Shalit qui déclare que « détenir un otage sans le laisser rencontrer des représentants de la Croix-Rouge, c’est un crime de guerre ». Michèle Alliot-Marie s’engage à intervenir auprès de l’Union européenne et « de faire passer le message pour que le prisonnier reçoive des visites de la Croix-Rouge ».
Le lendemain, attribuant à tort la qualification de « crime de guerre » à la ministre, des manifestants palestiniens conspuent Michèle Alliot-Marie lors de sa visite à Gaza. Elle est la cible de jets de chaussures. Les protestataires attirent l’attention sur le fait qu’en face du cas de « Gilad Shalit, [il y a] aussi 7 000 prisonniers palestiniens » détenus en Israël.
Le 17 juin 2011, Angela Merkel et Nicolas Sarkozy demandent dans une déclaration commune la libération de Gilad Shalit.
La libération de Gilad Shalit suscite des manifestations de satisfaction parmi lesquelles celle du président de la République Nicolas Sarkozy qui fait part du « bonheur » et de « l'émotion » des Français dans une lettre personnelle au soldat franco-israélien, ou celle du maire de Paris, Bertrand Delanoë qui déclare : « J'accueille avec un immense soulagement la nouvelle de la libération de notre compatriote Gilad Shalit. [...] Ce jeune soldat franco-israélien a été, pendant plus de cinq années, soustrait au monde et au droit ».

## Action en justice: plainte déposée à Paris
Le 6 juin 2011, Noam Shalit, le père de Gilad, a déposé plainte contre X devant le procureur de Paris, pour enlèvement et séquestration. Cette plainte engage la justice française à mener une enquête et notamment, réduire la liberté de mouvement des ravisseurs.

## Carrière après sa captivité
En 2012, un an après sa libération, Guilad Shalit donne sa première interview à une télévision israélienne où il évoque ses 1 942 jours de captivité. La même année, il entame une carrière de journaliste sportif, et en septembre, il est invité par le club de football de Barcelone à assister à l'un de ses matchs, club que des Palestiniens appellent à boycotter.
Il reprend en octobre 2013 des études en sciences économiques à l'université d'Herzliya et travaille à partir de 2016 dans une banque israélienne, la Discount Bank.

## Répercussions
Dès la libération de Gilad Shalit, l'opinion israélienne est préoccupée par le risque de récidive des prisonniers palestiniens libérés dans le cadre de cet échange,,,. En effet, selon Almagor, l'association israélienne de victimes du terrorisme, 180 Israéliens avaient déjà perdu la vie entre 2000 et 2011, dans des attentats provoqués par des prisonniers palestiniens libérés lors de précédents accords d'échange.
En 2012, des données sont publiées indiquant que des dizaines de prisonniers libérés lors de l'échange de Palestiniens contre Gilad Shalit ont repris leurs activités paramilitaires contre des civils israéliens, dont certains en lien avec le Hamas.
Le rapport annuel du service de sécurité d'Israël précise que le Shin Bet a contrecarré 190 attaques terroristes en 2013, dont 40 étaient coordonnées par des terroristes libérés dans le cadre de l'échange de prisonniers palestiniens avec Gilad Shalit,.
En 2015, les sources israéliennes indiquent que six Israéliens ont été tués dans des incidents impliquant des prisonniers libérés lors des accords Shalit et qui étaient revenus à leur activisme,,. En 2019, le nombre monte à dix Israéliens tués dans ce cadre

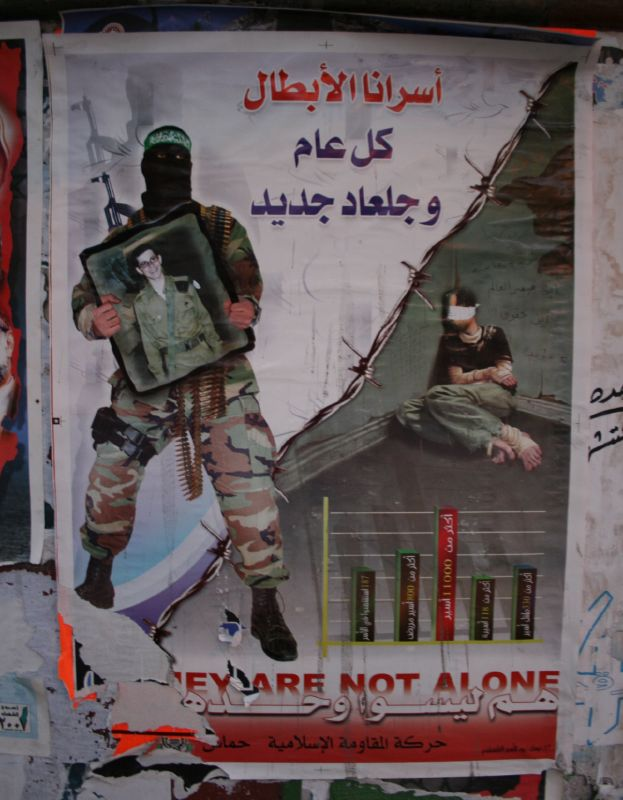
L'otage Gilad Shalit sur une affiche du Hamas. Inscriptions : « Nos héros prisonniers, puissions-nous avoir un nouveau Gilad chaque année... Ils (les prisonniers palestiniens) ne sont pas seuls », 2007.
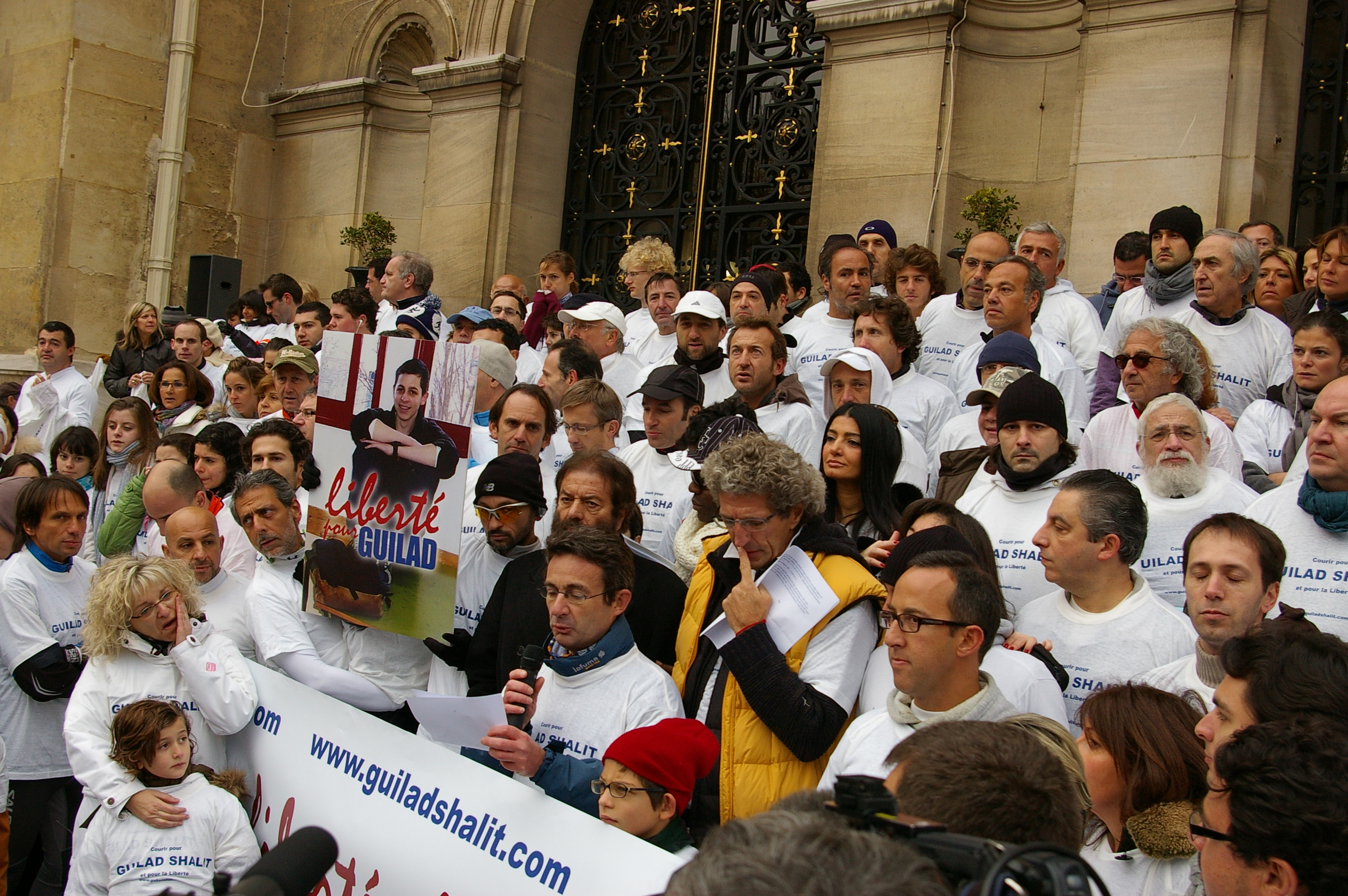
Manifestation de soutien à Gilad Shalit, le 23 novembre 2008 à Neuilly-sur-Seine. On reconnaît Marek Halter, Jean-Christophe Fromantin, Élie Chouraqui et Arnaud Teullé.
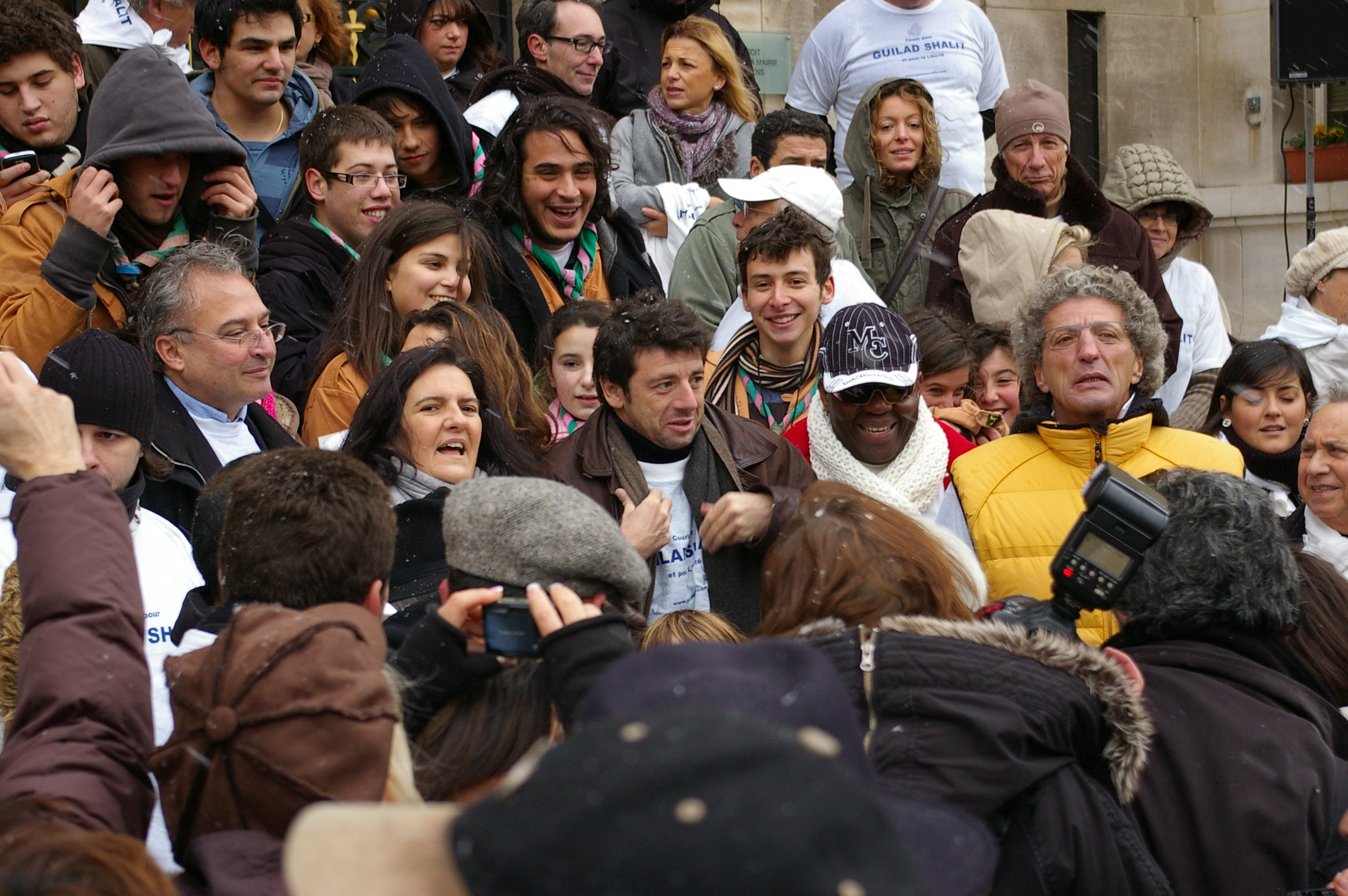
Mêmes circonstances : on reconnaît ici Patrick Bruel et Élie Chouraqui.